# Железный Шейх
Хоссейн Хосров Али Вазири (перс. حسین خسرو علي وزیری‎, англ. Hossein Khosrow Ali Vaziri; 15 марта 1942, Дамган, Шаханшахское Государство Иран — 7 июня 2023, Фейетвилл, Джорджия) — иранский и американский рестлер и борец, известный под именем Железный Шейх (англ. The Iron Sheik).
В 1983 году стал чемпионом WWF: он был тем, кого называют переходным чемпионом, который закончил почти шестилетнее чемпионство Боба Бэклунда только для того, чтобы проиграть титул четыре недели спустя Халку Хогану. Учитывая захват американских заложников в Иране, Железный Шейх, гражданин Ирана, который хвалил свою родину и критиковал США, считается одним из величайших хилов всех времён. В 2005 году введён в Зал славы WWE Сержантом Слотером.
С конца 1980-х получил известность благодаря интервью, в которых он в очень грубой форме выражал сильную нелюбовь к некоторым своим коллегам-рестлерам, особенно к Хогану и Брайану Блэру; однако истинная природа его отношений с Хоганом является предметом споров.

## Ранняя жизнь и карьера борца
Хосров родился в Тегеране, Иран, и вырос в рабочей семье, у которой было мало денег и не было проточной воды. Хотя в его паспорте значится 15 марта, свой день рождения он отмечает 9 сентября. В молодости он боготворил иранского олимпийского чемпиона Голамреза Тахти, и впоследствии стал борцом. Он также работал телохранителем шаха Мохаммеда Реза Пехлеви и его семьи в течение нескольких лет.
Хосров сражался за место в сборной команде Ирана по греко-римской борьбе на летних Олимпийских играх 1968 года в Мехико. Затем он переехал в США и стал помощником тренера двух олимпийских команд США в 1970-х годах. В 1971 году он стал чемпионом мира по греко-римской борьбе Amateur Athletic Union. Он был помощником тренера сборной США на Олимпийских играх 1972 года в Мюнхене.

## Карьера в рестлинге

### Ранняя карьера (1972—1979)
В 1972 году Хосров получил приглашение стать борцом от промоутера Верна Ганье. Хосров тренировался в рестлинг-лагере Ганье под руководством тренера Билли Робинсона (в одном потоке с Риком Флэром), а затем выступал за American Wrestling Association (AWA) Ганье. Он также работал тренером, обучая Рики Стимбота, Грега Ганье и Джима Брунзелла. Хосров сначала выступал в предварительных матчах как фейс, прежде чем промоутер предложил ему принять образ хила, похожий на образ оригинального Шейха.
Хосров согласился и принял то, что стало его фирменным стилем: он обрил голову налысо, отрастил традиционные усы в стиле «буффо», добавил борцовские ботинки с загнутыми носками (кивок в сторону его этнического происхождения, который, по словам Хосрова, был идеей Джимми Снуки). Он также представил персидские булавы, популярные в его родном Иране. Его иранский образ привлёк внимание в связи с событиями иранской революции. Взяв себе имя Великий Хоссейн Араб, он выиграл свой первый титул — канадское командное чемпионство с партнёром Техасским изгоем. В 1978 году он боролся в Японии против таких бойцов, как Стив Дэй и Антонио Иноки.

### World Wrestling Federation (1979—1980)
В 1979 году он привлёк внимание World Wrestling Federation (WWF), где он дебютировал в 1979 году и выиграл первый в истории Battle Royal в «Мэдисон-сквер-гарден». Это дало ему право на титул чемпиона Боба Бэклунда, который победил его в 30-минутном бою. Позже он враждовал с Вождем Джеем Стронгбоу и Бруно Саммартино, после чего покинул компанию в 1980 году.

### Jim Crockett Promotions (1980—1981)
В апреле 1980 года Вазири начал выступать в Jim Crockett Promotions в Шарлотте, Северная Каролина. Он провёл несколько матчей под именем Хусейн Араб, а затем выбрал имя Железный Шейх. Его злодейский персонаж играл на злободневных событиях, таких как захват американских заложников в Иране. Он быстро начал враждовать с Джимом Брунзеллом за титул чемпиона NWA Mid-Atlantic в тяжёлом весе и победил его в мае 1980 года. Он успешно защитил титул в поединках с такими противниками, как Брунзелл, Свит Эбони Даймонд и Джонни Уивер, после чего проиграл Рики Стимботу в ноябре 1980 года. В феврале 1981 года Вазири начал враждовать с Блэкджеком Маллиганом. Они столкнулись друг с другом в серии поединков, включая матчи в клетке и техасские уличные драки, продолжавшиеся до мая 1981 года. В июле 1981 года Вазири безуспешно боролся с Дасти Роудсом за титул чемпиона мира NWA в тяжелом весе. В августе 1981 года Вазири покинул Jim Crockett Promotions.

### Mid-South Wrestling (1981—1982)
В сентябре 1981 года Вазири присоединился к промоушену Mid-South Wrestling, расположенному в Луизиане. Он покинул промоушен в январе 1982 года, ненадолго вернувшись в октябре 1982 года.

### Championship Wrestling from Florida (1982)
В январе 1982 года Вазири перешёл в Championship Wrestling from Florida. Он покинул промоушен в конце февраля 1982 года.

### Georgia Championship Wrestling (1982—1983)
В июле 1982 года Вазири вернулся в Georgia Championship Wrestling впервые с 1974 года. В мае 1983 года он выиграл турнир за вакантный титул национального телевизионного чемпиона NWA. Его чемпионство продолжалось до июля 1983 года, когда он проиграл Ронни Гарвину. В следующем месяце Вазири покинул промоушен.

### Возвращение в WWF (1983—1987; 1988)

#### Чемпион мира WWF в тяжёлом весе (1983—1984)
Железный Шейх вернулся в WWF в 1983 году и снова бросил вызов Бобу Бэклунду в борьбе за звание чемпиона мира WWF в тяжелом весе. Бэклунд принял вызов, а 24 декабря в эпизоде All-American Wrestling также принял вызов Шейха на соревнование по персидским булавам. В третьей попытке он успешно махнул булавами, и Шейх тут же напал на него сзади, повредив ему шею. В поединке за титул 26 декабря в «Мэдисон-сквер-гарден», Бэклунд попытался удержать Шейха в «мостике», но это усугубило его травмированную шею. Шейх воспользовался этим, применив свой финишный захват Camel Clutch. Бэклунд не сдался, но его менеджер Арнольд Скааланд бросил полотенце и лишился Бэклунд чемпионского титула.
Железный Шейх неоднократно побеждал Бэклунда на домашних шоу и в основном защищал титул против Вождя Джея Стронгбоу, а также Пата Паттерсона и Сальваторе Белломо. На национальном телевидении он побеждал только джобберов, но 21 января 1984 года на прямой трансляции из Филадельфии он сразился с Тито Сантаной. Этот матч позже был включен в сборник WWE Legends of Wrestling 3.
Два дня спустя, в «Мэдисон-сквер-гарден», Железный Шейх должен был провести матч-реванш с Бэклундом, которого заменил Халк Хоган. Через пять минут после начала матча Шейх захватил Хогана в Camel Clutch. Хоган поднялся на ноги, а Шейх все ещё был на его спине, протаранил его задом в угол ринга и нанес свой Atomic Legdrop для победы и завоевания чемпионского титула. Этот момент принято считать началом «Халкамании». По словам Железного Шейха, Верн Ганье предложил ему 100 000 долларов за то, чтобы он сломал Хогану ногу во время матча и вернулся в AWA с титулом чемпиона WWF, хотя сын Верна Грег Ганье оспаривал это утверждение.
Затем он враждовал с Сержантом Слотером, выиграв несколько матчей по дисквалификации, но проиграв остальные удержанием или болевым.

#### Команда с Николаем Волковым (1985—1987)
В команде с Николаем Волковым они выиграли командное чемпионство мира WWF у «Американского экспресса» (Барри Уиндем и Майк Ротундо) на первой WrestleMania. Перед матчем команда обычно размахивала флагами Ирана и СССР, а затем требовала, чтобы толпа замолчала и «проявила уважение», в то время как Волков пел горловую версию советского национального гимна, что обычно вызывало лишь освистывание проамериканского зала.

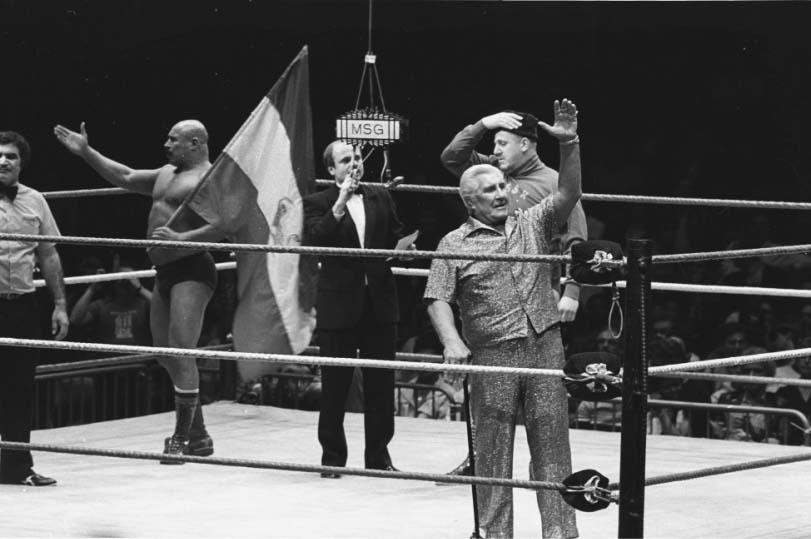
Шейх (крайний слева) с Фредди Блэсси и Николаем Волковым

Затем Шейх обычно брал микрофон и говорил: «Иран № 1, Россия № 1, США…», после чего следовал плевок на пол. Он также добивался ненависти зрителей в своих интервью с Джином Окерландом, завершая их требованием «Эй, оператор, возьми крупнее», после чего играл мышцами. Во время своего пребывания в WWF он появился в музыкальном клипе на песню Синди Лопер «Goonies 'R' Good Enough». Персонаж Железного Шейха также регулярно появлялся в мультсериале канала CBS «Hulk Hogan’s Rock 'n' Wrestling», где его озвучивал американский актёр Арон Кинкейд.
В 1986 году менеджер команды Фредди Блэсси начал сворачивать свою карьеру и, как часть сюжета, в конечном итоге продал контракты своих рестлеров новому менеджеру WWF — Слику. Среди них были Шейх и Николай Волков.

#### Арест и увольнение (1987)
В мае 1987 года Джим Дагган (экранный соперник) и Шейх были остановлены полицией штата Нью-Джерси по дороге на шоу WWF, которая заподозрила Даггана в вождении в нетрезвом виде. После досмотра автомобиля и пассажиров полиция обнаружила, что Дагган находился под воздействием марихуаны, а Шейх — под воздействием кокаина. В автомобиле также было обнаружено небольшое количество кокаина. Дагган получил условное освобождение, а Шейх был приговорен к испытательному сроку в один год. Небольшой скандал, разразившийся после того, как сюжетных два врага были уличены в совместном употреблении алкоголя и наркотиков, привел к прекращению сюжета, увольнению Шейха и временному уходу Даггана из WWF. В то время Шейх и Волков были вовлечены во вражду с патриотичным Дагганом. До увольнения Шейха из компании, он и Волков победили «Пчел-убийц» («Прыгающий» Джим Брунзелл и Б. Брайан Блэр) по дисквалификации на WrestleMania III. После ареста Шейха, он работал на домашних шоу против Джима Даггана, пока не покинул WWF в октябре 1987 года.

#### Второе возвращение (1988)
18 февраля 1988 года Железный Шейх вернулся в WWF и победил С. Д. Джонса на домашнем шоу в Ист-Ратерфорде, Нью-Джерси. Шейх продолжал выступать на домашних шоу в феврале и марте, победив Ленни Поффо и Кена Патеру и проиграв Бам Баму Бигелоу. Он не появлялся на телевидении до 30 июля, когда победил Скотта Кейси в матче, показанном на Prime Time Wrestling.
Тем летом Шейх продолжал бороться, встречаясь с Кейси в матчах-реваншах, а также с Ричардом Чарландом и Красным петухом на домашних шоу в США и Канаде. Во время его матчей регулярно звучали комментарии о том, что Железный Шейх набрал вес и потерял подвижность. Железный Шейх также выступал с предложением бросить вызов тогдашнему чемпиону мира Рэнди Сэвиджу, но из этого ничего не вышло. Он снова покинул компанию в июле того же года.

### WCCW, AWA, WWC (1987—1989)
В 1987 году Железный Шейх выступал в далласской организации World Class Championship Wrestling (WCCW), где враждовал с Мэттом Борном за титул чемпиона Техаса WCWA в тяжёлом весе. Он продержался в этой организации всего несколько месяцев, после чего на короткое время перешёл в AWA, где во время матча напал на Cержанта Слотера, и в World Wrestling Council (WWC) в Пуэрто-Рико. Помимо возобновления вражды со Слотером и объединения с Полковником Дебирсом, его главным противником в этот период был Тони Атлас, с которым он враждовал и в WCCW, и в WWC.

### NWA World Championship Wrestling (1989—1991)
25 февраля 1989 года Железный Шейх неожиданно появился на телепередаче World Championship Wrestling (WCW) в Атланте, Джорджия, и сразу же бросил вызов Рики Стимботу. 11 апреля на телевизионной записи он бросил вызов Стингу на соревнование по персидским булавам. В эпизоде от 29 апреля соревнование продолжилось, и Стинг признал, что Шейх победил, что привело к матчу между ними на Music City Showdown. 7 мая они встретились, и Шейх был побежден телевизионным чемпионом Стингом. В августе 1989 года он заключил кратковременный союз с Роном Симмонсом, оказавшись в его углу во время матча с Джоном Брюэром. Позже в том же месяце он появился в углу Симмонса и Кубинского Убийцы, когда те победили Томми Рича и Эдди Гилберта. 26 августа Симмонс и Шейх были гостями шоу Danger Zone Пола И. Дэйнджеросли, где он признался, что теперь тренирует Симмонса и ищет для него партнера по команде. В конце концов, эта тема была закрыта, и Симмонс продолжил работать в команде с Бутчем Ридом под названием Doom, а Шейх завершил свое первое пребывание в WCW в матчах на домашнем шоу против Нормана в январе 1990 года.
Железный Шейх вернулся после семимесячного отсутствия после того, как Оле Андерсон стал главным букером. Просрочка в выдаче уведомления о контракте позволила Шейху продлить годичный контракт и продолжить работу в компании. 7 июля 1990 года на Great American Bash он встретился с Майком Ротундой, проиграв в своем первом матче после возвращения. Осенью и зимой 1990 года он боролся с Брайаном Пиллманом, Томом Зенком, Терри Тейлором, Брэдом Армстронгом и Биг Ван Вейдером на домашних шоу. Свой последний матч он провел 26 января 1991 года в Колумбии, Южная Каролина, против Помойного пса, после чего покинул компанию.

### Третье возвращение в WWF (1991—1992)
Он снова вернулся в WWF 11 марта 1991 года, дебютировав на шоу Wrestling Challenge под именем Полковник Мустафа, и был объединен с бывшим врагом Сержантом Слотером. Вместе с иракским Генералом Аднаном Слотер и Мустафа были представлены как сторонники Ирака во время войны в Персидском заливе и враждовали с Халком Хоганом и Последним воином. После того, как Слотер стал фейсом после SummerSlam, Мустафа остался на стороне Аднана. В начале 1992 года Аднан покинул WWF, и Мустафа остался без менеджера на последние четыре месяца работы в компании. 19 мая 1992 года он победил Рино Риггинса на шоу Superstars, после чего снова покинул промоушен.

### Поздняя карьера (1992—2010)
В 1990-х гг. профессиональная карьера начала увядать из-за употребления наркотиков. Он долгое время боролся со злоупотреблением психоактивными веществами, согласно статье г-на Гринберга для Bleacher Report в 2013 году, в последнее время ему удавалось воздерживаться от наркотиков, за исключением случайного употребления пива.
Начиная с начала 2000-х, Шейх стал гостем в радиошоу Говарда Стерна, где в более сдержанных манерах обсуждал разных борцов рестлинга.
В последние годы в социальных сетях появились обличительные речи шейха. Его менеджеры часто публиковали сообщения с ненормативной лексикой заглавными буквами в аккаунте в Твиттере с почти 650 тыс. подписчиков.

## Личная жизнь
Вазири — мусульманин-шиит и бывший солдат Императорской иранской армии. Он женился на Кэрил Дж. Петерсон 21 марта 1976 года, шафером на свадьбе был Джин Окерланд. У них две живые дочери, а также пять внуков. Его старшая дочь Марисса была убита своим бойфрендом Чарльзом Уорреном Рейнольдсом в мае 2003 года в возрасте 26 лет. Рейнольдс был арестован и позже осужден за это преступление.
Скончался 7 июня 2023 года В Фейетвилле, штат Джорджия, в возрасте 81 года.

## Титулы и достижения
Century Wrestling Alliance
- CWA Heavyweight Championship (1 раз)

Georgia Championship Wrestling
- NWA National Television Championship (1 раз)

International Association of Wrestling
- IAW Heavyweight Championship (1 раз)
- IAW Tag Team Championship (3 раза) — c Брайаном Костелло

Maple Leaf Wrestling
- NWA Canadian Heavyweight Championship (Toronto version) (2 раза)

Mid-Atlantic Championship Wrestling
- NWA Mid-Atlantic Heavyweight Championship (1 раза)[36]

NWA All-Star Wrestling
- NWA Canadian Tag Team Championship (Vancouver version) (1 паза) — с Техасским бандитом

National Wrestling Alliance
- Член Зала Славы NWA (с 2008 года)

NWA New Zealand
- NWA New Zealand British Commonwealth Championship (1 раз)

NWA 2000
- NWA 2000 American Heritage Championship (1 раз)

Pacific Northwest Wrestling
- NWA Pacific Northwest Tag Team Championshi] (1 раз) — с Быком Рамосом

Pro Wrestling Illustrated
- PWI ставит его под № 134 в списке 500 лучших рестлеров 2003 года
- PWI ставит его команду с Николаем Волковым под № 96 в списке 100 лучших команд 2003 года

World Wrestling Federation / World Wrestling Entertainment
- Чемпион WWF (1 раз)
- Командный чемпион WWF (1 раз) — с Николаем Волковым
- Член Зала cлавы WWE (с 2005 года)

Wrestling Observer Newsletter
- Самый недооценённый рестлер (1980)